# Pabellón municipal de Deportes Visiola Rollán
El pabellón municipal de deportes Visiola Rollán es un estadio cubierto, propiedad del Ayuntamiento de Mieres, ubicado en Mieres, Asturias (España).
Está situado en la calle Villaviciosa y cuenta con tres graderíos y capacidad para 1100 espectadores.
En el Pabellón Visiola Rollán disputa sus partidos oficiales el Club Patín Mieres.

## Historia
Fue inaugurado oficialmente el 29 de diciembre de 2008 con la disputa de un encuentro de hockey sobre patines entre la selección asturiana y un equipo All-Star de los mejores jugadores extranjeros de la OK Liga.